# Seferovići (Uskoplje, BiH)
Seferovići su naseljeno mjesto u općini Uskoplje, Federacija Bosne i Hercegovine, BiH.
Nalazi se u djelu općine koji se naziva Privor.

## Stanovništvo

### 1991.
Nacionalni sastav stanovništva 1991. godine, bio je sljedeći:
ukupno: 170
- Muslimani - 164
- ostali, neopredijeljeni i nepoznato - 6

### 2013.
Nacionalni sastav stanovništva 2013. godine, bio je sljedeći:
ukupno: 132
- Bošnjaci - 132

## Vanjske poveznice
- Satelitska snimka  Arhivirana inačica izvorne stranice od 20. ožujka 2021. (Wayback Machine)